# Heteropoda lunula
Heteropoda lunula là một loài nhện trong họ Sparassidae.
Loài này thuộc chi Heteropoda. Heteropoda lunula được Carl Ludwig Doleschall miêu tả năm 1857.